# Radiozentrale
Die Radiozentrale GmbH wurde im Frühjahr 2005 als Gattungsplattform der öffentlich-rechtlichen Rundfunkanstalten und des privaten Hörfunks gegründet und hat ihren Sitz in Berlin.
Die gemeinsame Initiative von öffentlich-rechtlichem und privatem Rundfunk hat sich die Stärkung des Hörfunks im Bewusstsein der Marktpartner sowie der Öffentlichkeit sowie die umfassende Information über das Medium Radio zum Ziel gesetzt. 2020 rief die Radiozentrale den Deutschen Podcastpreis ins Leben.

## Hintergrund
Der Hörfunk nimmt in Deutschland mit seiner Vielfalt, Qualität und Reichweite einen internationalen Spitzenplatz ein. Als einziges sogenanntes „Jederzeit- und Überall-Medium“ hat es nach Ansicht des Vereins gute Chancen, auch in Zeiten der unbegrenzten und grenzenlosen digitalen Verbreitungswege eines der meistgenutzten Medien zu bleiben.
Vorbild für die Radiozentrale sind die Radio Advertising Bureaus in den USA oder Großbritannien.

## Ziel
Die Radiozentrale hat sich zum Ziel gesetzt, umfassend über das Medium Hörfunk zu informieren. Dabei geht es sowohl um aktuelle Erhebungen zu Gattung, Markt und Sendern wie um Wirkungsweisen, Effektivität bzw. Daten zur Radionutzung in Deutschland oder monatliche Umsatzmonitorings. Nicht zuletzt soll die Werbewirtschaft auch über die Bedeutung des Radios im Mediamix informiert werden. Die Radiozentrale versteht sich hier als Botschafter des Radios im deutschsprachigen Raum: Die Bindungskraft, Glaubwürdigkeit und Leistungsfähigkeit des Werbeträgers Radio auf lokaler, regionaler und nationaler Ebene soll so gefördert werden.

## Information
Die Information über das Medium Radio gehört zu den vorrangigsten Aufgaben der Radiozentrale. Auf dem Informations- und Serviceportal rund um den Hörfunk werden internationale Studien ebenso bereitgestellt wie Informationen zur Radionutzung oder zu den wichtigsten Musikformaten in Deutschland.
Das ständig aktualisierte Medialexikon informiert über die Bedeutung der wichtigsten Fachbegriffe der Medien- bzw. der Rundfunkbranche. Das besondere an diesem Medialexikon ist die gleichzeitige Übersetzung der deutschen Fachbegriffe auch in Englische und Französische.
Die Radiozentrale organisiert Konferenzen und Weiterbildungs-Workshops zum Thema Hörfunk. Besonderer Schwerpunkt ist dabei die Zielgruppe der Werbungtreibenden und Agenturen, etwa durch die Bereitstellung von crossmedialen Beispielkampagnen und Best-Practice-Fallstudien, tägliche News sowie Seminar- und Konferenzangeboten.

## Gattungsmarketing
Das Gattungsmarketing für das Radio ist ein wesentlicher Bestandteil der Aufgaben der Radiozentrale. 2007 wurde die Imagekampagne „Radio. Geht ins Ohr. Bleibt im Kopf“ durch die Radiozentrale initiiert. Zudem ist sie Partner des Deutschen Radiopreises, der 2010 erstmals in Hamburg verliehen wurde. Die Radiozentrale unterstützt so unparteiisch und systemübergreifend ihre Mitglieder in dem Ziel, das Medium Radio zu stärken und unter Einsatz aller marktrelevanten und technischen Möglichkeiten vor allem auch die Werbe-Marktanteile pro Radio zu steigern.

## Gründungsmitglieder
Die Gründungsmitglieder waren Moira Rundfunk (ein Tochterunternehmen der Medien Union), NRJ Group, Neue Welle Bayern, NWZ Funk und Fernsehen, Regiocast, RTL Radio Deutschland, Verlagsgesellschaft Madsack, WDR mediagroup.